# Menaldumadeel
Menaldumadeel (phát âmⓘ) (Menameradiel trong tiếng Friesia) là một đô thị ở tỉnh  Friesland, Hà Lan.

## Các trung tâm dân cư
Dân số thời điểm ngày 1 tháng 1 năm  2007:
Beetgum (754), Beetgumermolen (944), Berlikum (2.492), Blessum (92), Boksum (449), Deinum (1.071), Dronrijp (3.427), Engelum (415), Kleaster-Anjum (50), Marssum (1.156), Menaldum (2.612), Schingen (108), Slappeterp (80), and Wier (207).